# 多摩川緑地広場硬式野球場
多摩川緑地広場硬式野球場（たまがわりょくちひろばこうしきやきゅうじょう）は、日本の野球場。東京都大田区の多摩川左岸側河川敷地内多摩川緑地広場の一角にある。
かつて昭和30年代 - 昭和50年代にかけて読売ジャイアンツ（以下、巨人）がファーム（二軍）の本拠地球場（イースタン・リーグ所属）及び練習場としていた。当時の名称は巨人軍多摩川グラウンド（きょじんぐんたまがわグラウンド）だった。
多摩川田園調布緑地には硬式野球用のグラウンドが2面存在しており、このうち上流側にある硬式専用のA面が巨人が使用していた当球場である（下流側のB面は硬式・軟式兼用）。現在は草野球、少年野球などを中心に一般利用向けに供用されている。
巨人が使用していた当時は、同球団が施設の管理を行っていた。現在は多摩川緑地広場管理公社が大田区から業務を受託して運営管理を行っているが、一級河川である多摩川の河川敷にあるため、敷地は所有者である国（国土交通省）から占用している。

## 歴史
1955年、当時の建設省から巨人が敷地を借り受け、グラウンドの整備を行い、かつ、付随する施設を建設した。同年6月11日開場。巨人の第3期黄金時代（川上哲治監督の下でV9を達成した1965年 - 1973年）を築いた城之内邦雄、森昌彦、長嶋茂雄、王貞治、黒江透修、柴田勲、土井正三、堀内恒夫、渡辺秀武、高橋一三、末次利光、高田繁といった名選手もこの多摩川の地で鍛え上げられた。
また巨人の合宿所も、1967年に現在のよみうりランド近くに移転するまでは多摩川を挟んだ川崎市中原区の丸子橋に在った。
創設当時、多摩川グラウンドと名乗る球場はいずれも対岸の神奈川県川崎市中原区にあった、大洋ホエールズの大洋多摩川グランド（のちに等々力第二球場としてロッテオリオンズ2軍の試合会場となったが、下水道処理場「等々力環境センター」の整備に伴い閉鎖）と東映フライヤーズ（後の日拓ホームフライヤーズ→日本ハムファイターズ）の日本ハム多摩川球場（現・川崎市多摩川丸子橋硬式野球場）のグラウンドと併せて3箇所あった。
1974年9月1日にこの地を襲った台風16号の影響で、グラウンドが水没し、約1か月間使えなくなった。それより8年後の1982年8月2日に襲った台風10号の時は約3週間使えなくなり、ベンチが流されグラウンドがヘドロまみれになるなど、この時の被害総額は3000万円以上となった。この年はさらに9月にも台風で水没している。なお両年とも巨人は中日ドラゴンズなどと優勝争いをしており、両年とも中日がリーグ優勝している。
1985年10月、東京都稲城市と神奈川県川崎市多摩区に跨るよみうりランドの敷地内に読売ジャイアンツ球場など新たな球団施設が完成したのに伴い、大田区内の施設は使用されなくなった。その後も巨人の選手が時折トレーニングに使用するなどしていたが、1998年3月31日を以て国との借用契約満了に伴い、巨人からグラウンド及び施設が国に返還されることとなった。
契約満了直前の3月18日には、巨人の一軍全選手が巨人軍多摩川グラウンドお別れイベントの一環として最後の練習を行った。その際には報道各社の現役巨人番記者のみならず、かつて巨人番を担当した野球記者OBも駆けつけた。また、3月22日には、巨人OBなどによるお別れセレモニーが行われ、OBによる紅白戦が行われた後、藤田元司がボールを投げ、森祇晶が捕手としてボールを捕って、1955年から続いた巨人軍多摩川グラウンドの歴史に幕を閉じた。契約満了後、グラウンド及び施設は国（当時の建設省）から東京都大田区に移管されている。
前述のお別れセレモニー実施から15年後の2013年5月9日、巨人二軍監督の岡崎郁（当時）の発案で、二軍練習が1日限定で守備練習のみという形ではあるが行われた。その折には、お別れセレモニーを行った当時の一軍監督である長嶋茂雄（終身名誉監督）も視察に訪れた。

## 施設概要
- 両翼：－m、中堅：－m
- 内野：クレー舗装、外野：天然芝
- 照明設備：なし

## 交通
- 東急電鉄東横線・目黒線・東急多摩川線：多摩川駅から徒歩約15分

## 備考
当球場のほかにも、かつて多摩川河川敷周辺には、大洋ホエールズ二軍が大洋多摩川球場を、日本ハムファイターズ二軍が日本ハム球団多摩川グランドを、それぞれ巨人とは対岸側の川崎市中原区内に所有しており、同様に本拠地兼練習施設として使用していた。しかし、その後3球団とも新たに別の場所に練習場施設を設け、そちらの方へ移転した為、プロ野球では使用されていない（大洋は1980年、日本ハムについては2011年に閉鎖したが、大洋の多摩川グランドは川崎市の所有となり『等々力第二球場』に改称し、1981年までロッテオリオンズ二軍が使用した。その後日本ハムの多摩川グランドも川崎市が土地の占有権を取得し、2015年に川崎市多摩川丸子橋硬式野球場として再オープンを果たしている）。
グランドと堤防を挟んだ向かい側に「グランド小池商店」（同グランドが開設された1955年に開業）という軽食堂があり、巨人の選手の多くはこの球場での練習後に頻繁に足を運んでいた。店舗内には歴代の巨人選手の写真やサイン色紙等が展示されている。店舗は巨人がグラウンド使用を終了した後も営業を続けていたが、2024年末に閉店。店内にあった写真・サイン等は、2025年7月にTOKYO GIANTS TOWNのスタジアム内に移設された。今後はスタジアムツアーなどの際に一般公開される予定。
元巨人投手で、プロレスラーに転向した馬場正平（ジャイアント馬場）は、日本プロレス→全日本プロレス時代を通じ、1999年に他界するまで、時間が出来るとこの多摩川グラウンドに足を運び、前述のグランド小池商店に顔を出していた。
柴田勲が、現役時代に多摩川での練習の厳しさを歌にした。タイトルは『多摩川ブルース』で、『ネリカンブルース』（作詞・作曲者不詳）に柴田自身が替え歌を作詞した。
バンダイナムコエンターテインメント（旧ナムコ）の野球ゲーム、ファミスタシリーズに登場する「かせんじき球場」のモデルになった球場である。